# リージョン・オブ・ザ・ダムド
リージョン・オブ・ザ・ダムド (Legion of the Damned)は、オランダのデスラッシュバンド。
1992年に結成されたブラック/スラッシュメタル・バンド「オカルト（Occult)」を前身に、2005年から発足した。

## 略歴

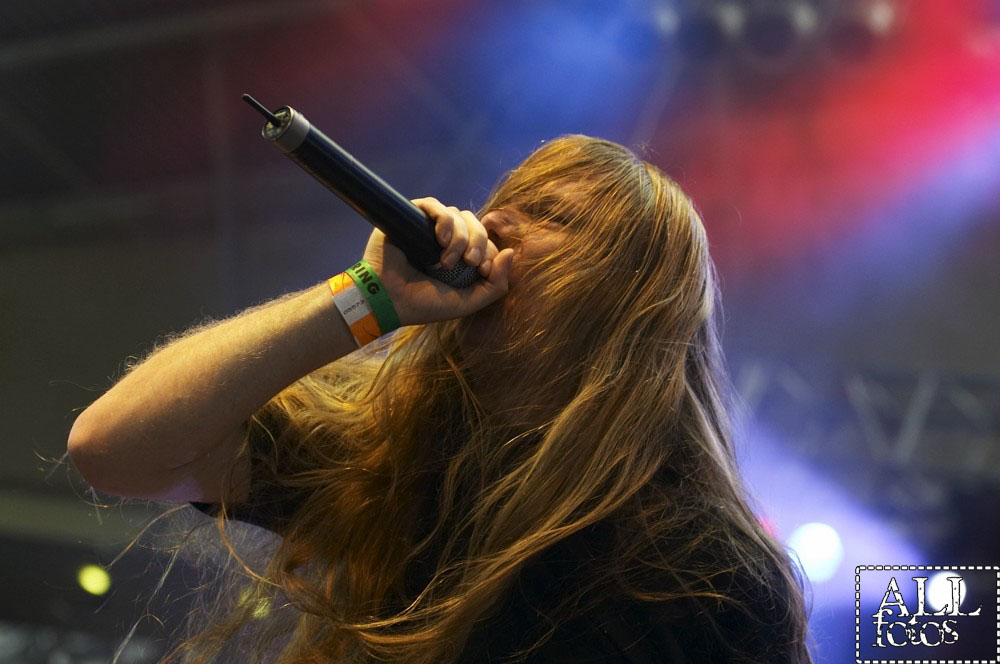
ドイツ・アンベルク公演 (2007年)

### オカルト
1992年にブラックメタルバンド、オカルト (Occult)として結成。ザ・ギャザリングの初期アルバムをリリースしたオランダのインディーズレーベル ファウンデーション2000と契約し、1994年に1stアルバム『Prepare to Meet Thy Doom』をリリースしデビュー。
1995年に2ndアルバム『The Enemy Within』をリリース。その後、マサカー・レコードに移籍し、1999年に3rdアルバム『Of Flesh and Blood』をリリース。更に、ペインキラー・レコードに移籍して、2002年に4thアルバム『Rage to Revenge』をリリースした。この活動の中で、イモータル、マーダック、モービッド・エンジェル、エクソダス、ニュークリア・アソルトといったバンドとツアーを行った経験もある。この時期のオカルトは、有名バンドとライヴを共にするなど活動を活発に行っていたものの、アルバムの売上は苦戦しており、1000枚を超えて売れたアルバムは無かったという。当時所属していたペインキラー・レコードとの音楽的意見の相違から移籍を画策。ペインキラー・レコードと裁判沙汰になっている。その後、カルマゲドン・メディアへ移籍。2003年に5thアルバム『Elegy for the Weak』をリリース。しかし、次作『Malevolent Rapture』制作の際にもレーベル移籍を発端に、カルマゲドン・メディアと再び裁判になっている。この際には、カルマゲドン・メディアよりバンド側に2万ユーロもの違約金を請求されている。その後、裁判の結審により『Malevolent Rapture』のリリースが可能となった。バンドは、ブーマー・エンタテインメントと契約するが、トラブル続きだったオカルトのバンド名を捨て、別の名前で活動を続ける事を決めた。

### リージョン・オブ・ザ・ダムド
ブーマー・エンタテインメントと契約した後の2005年に、リージョン・オブ・ザ・ダムド (Legion of the Damned)に改名。この時のメンバーは、モーリス・スウィンクルズ (Vo)、リシャルト・エビッシュ (G)、トゥワン・フローレン (B)、エリク・フローレン (Ds)の4名で、オカルトから引き続きメンバーである。同年11月に1stアルバム『Malevolent Rapture』を日本で先行リリース。キングレコードからリリースされた。ヨーロッパでは、ブーマー・エンタテインメントと配給関係にあるマサカー・レコードを通じて翌年1月にリリースされている。
アルバムリリース後、ツアー中にトゥワン・フローレンが脱退。それから少しして、ハロルド・ギーレン (B)が加入した。この脱退は、この頃に生まれたトゥワン・フローレンの息子が、生後間もなく入院しており、家族の問題を優先するためであった。
2007年に2ndアルバム『Sons of the Jackal』をリリースすると、2008年中に3rdアルバム『Feel the Blade』と4thアルバム『Cult of the Dead』を立て続けにリリース。2010年にライヴアルバム『Slaughtering...』をリリース。
2011年に5thアルバム『Descent into Chaos』をリリース。この後、オカルト時代から17年間ギタリストとして活動していたリシャルト・エビッシュが健康上の問題から脱退。それから間もなく、新ギタリストのトゥワン・ファン・ヘールが加入した。また、この入れ替えから数日後、元ベーシストのトゥワン・フローレンの自殺というショッキングなニュースも報じられた。
2013年1月、オーストリアのナパーム・レコードに移籍したことを発表した。
2014年、6thアルバム『Ravenous Plague』をリリース。2019年、5年ぶりとなる7thアルバム『Slaves of the Shadow Realm』をリリース。
2020年2月末、正式メンバーとしてファビアン・フェルヴェイ (G)が加入したことが発表された。ファビアンは、既にライヴセッションとして参加していたが、バンド側が正式メンバーとして加入することを打診し、快諾されたとのこと。バンドがツインギター体制となるのは、リージョン・オブ・ザ・ダムドでは初、前身のオカルトを含んでも、1999年以来、実に21年ぶりのことである。

## メンバー

### 現ラインナップ
- モーリス・スウィンクルズ (Maurice Swinkels) - ボーカル (1992 - )
- トゥワン・ファン・ヘール (Twan van Geel) - ギター (2011 - )
- ファビアン・フェルヴェイ (Fabian Verweij) - ギター (2020 - )
- ハロルド・ギーレン (Harold Gielen) -  ベース (2007 - )
- エリク・フローレン (Erik Fleuren) - ドラムス (1992 - )

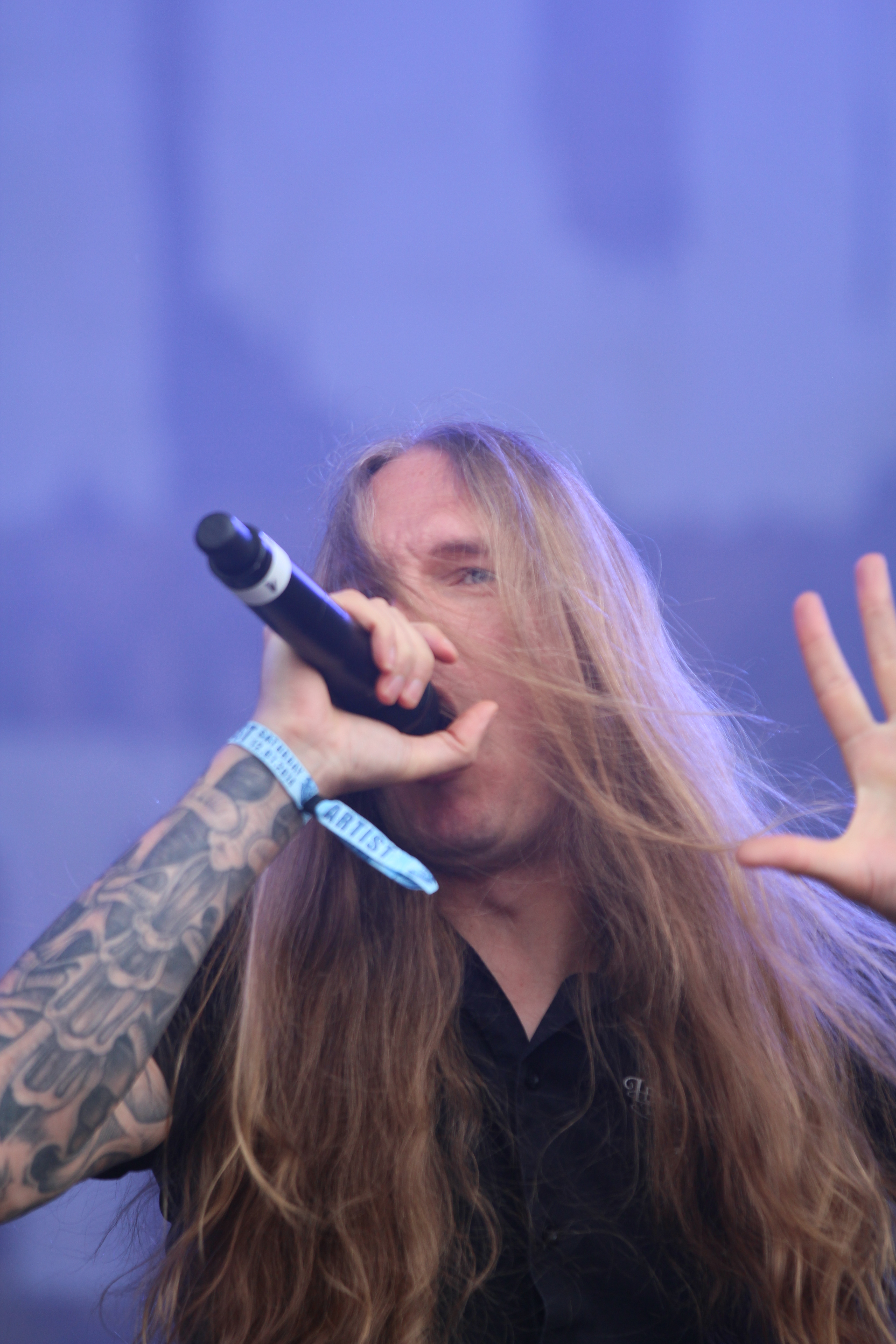
モーリス・スウィンクルズ(Vo) 2014年

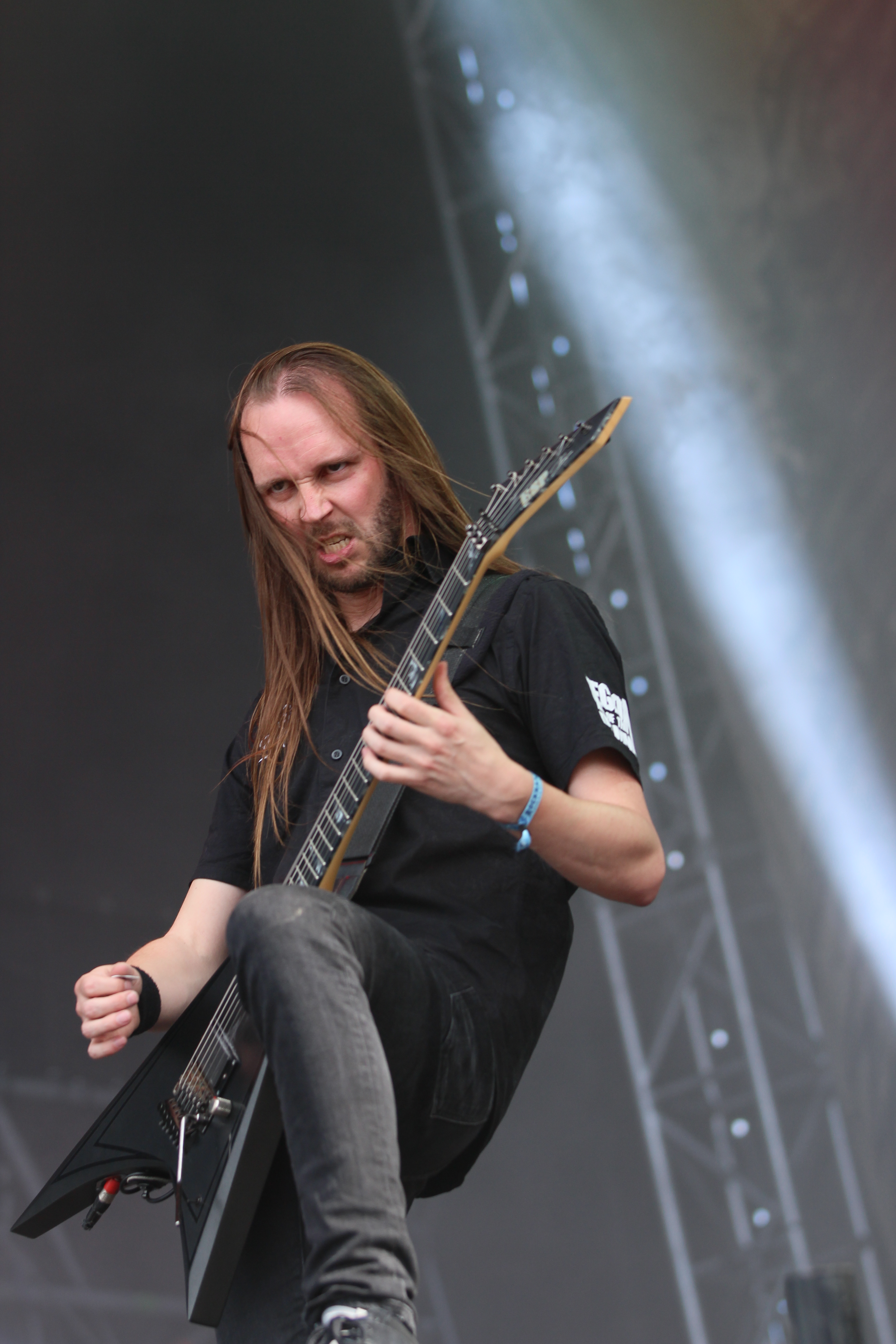
ファン・ヘール(G) 2014年

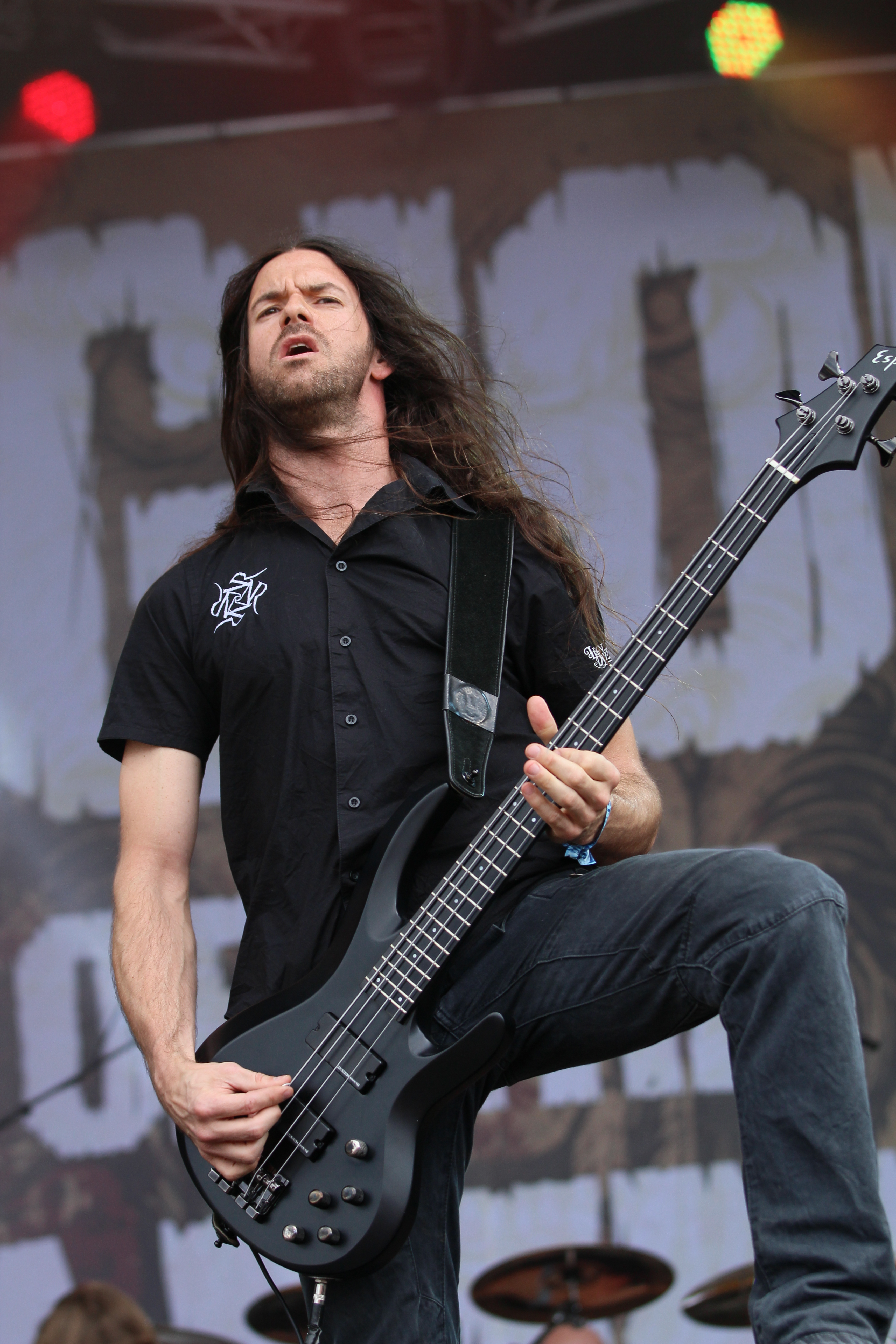
ハロルド・ギーレン(B) 2014年

|  |  |  |  |

### 旧メンバー
- リシャルト・エビッシュ (Richard Ebisch) - ギター (1994 - 2011)
- トゥワン・フローレン (Twan Fleuren) - ベース (1999 - 2006)

2011年逝去。
旧オカルトメンバー
- レオン・ペニングス (Leon Pennings) - ギター (1992 - 1999)
- ショルス・テュイトフ (Sjors Tuithof) - ベース (1992 - 1999)
- ラチェル・ファン・マストリヒト＝ヒーザー (Rachel Van Mastrigt-Heyzer) - ボーカル (1994 - 2002)

## ディスコグラフィ

### リージョン・オブ・ザ・ダムド名義
- 2006年 Malevolent Rapture
- 2007年 Sons of the Jackal
- 2008年 Feel the Blade
- 2008年 Cult of the Dead
- 2009年 Full of Hate (Compilation)
- 2010年 Slaughtering... (Live Album)
- 2011年 Descent into Chaos
- 2013年 Imperial Anthems Vol. 11 (Split)
- 2013年 Party.San Metal Open Air - Hell Is Here-Sampler (Split)
- 2013年 Kreator / Legion of the Damned (Split)
- 2014年 Ravenous Plague
- 2019年 Slaves of the Shadow Realm

### オカルト名義
- 1992年 Live Demo (Demo)
- 1993年 Livedemo II (Demo)
- 1993年 Studiodemo 1993 (Demo)
- 1994年 Prepare to Meet Thy Doom
- 1996年 The Enemy Within
- 1997年 Promo '97 (Demo)
- 1998年 Promo '98 (Demo)
- 1999年 Of Flesh and Blood
- 2001年 Violence & Hatred (EP)
- 2002年 Rage to Revenge
- 2003年 Elegy for the Weak
- 2003年 To Be Thrashed by Occult (DVD)